# Obietnice
Obietnice – EP polskiego piosenkarza Edwarda Hulewicza, wydany w 1969 roku nakładem wytwórni płytowej Pronit. 
Wydawnictwo powstało przy współpracy z zespołem Heliosi. Minialbum stanowi pierwszą „czwórkę” w dorobku artystycznym wokalisty. Nagrania odbyły się przy udziale Janusza i Krystyny Urbańskich.
Za projekt graficzny okładki minialbumu odpowiedzialny był Ewald Guyski, zaś za fotografię Zofia Nasierowska.

## Lista utworów
Opracowano na podstawie materiału źródłowego.
Strona A
1. „Obietnice” (muz. Andrzej Zawadzki, sł. Jadwiga Urbanowicz)
2. „Zaczekaj aż opadnie mgła” (muz. Maciej Kossowski, sł. Włodzimierz Patuszyński)

Strona B
1. „Dwa złote warkocze” (muz. Andrzej Zawadzki, sł. Jadwiga Urbanowicz)
2. „Co to znaczy szabadabada” (muz. Jerzy Pulcyn, sł. Włodzimierz Patuszyński)